# Головмох моравський
Головмох моравський (Bryum moravicum) — вид мохів порядку головмохальних (Bryales).

## Поширення
Ареал охоплює такі частини світу: Європа, Північна Америка, Азія.

## Характеристика

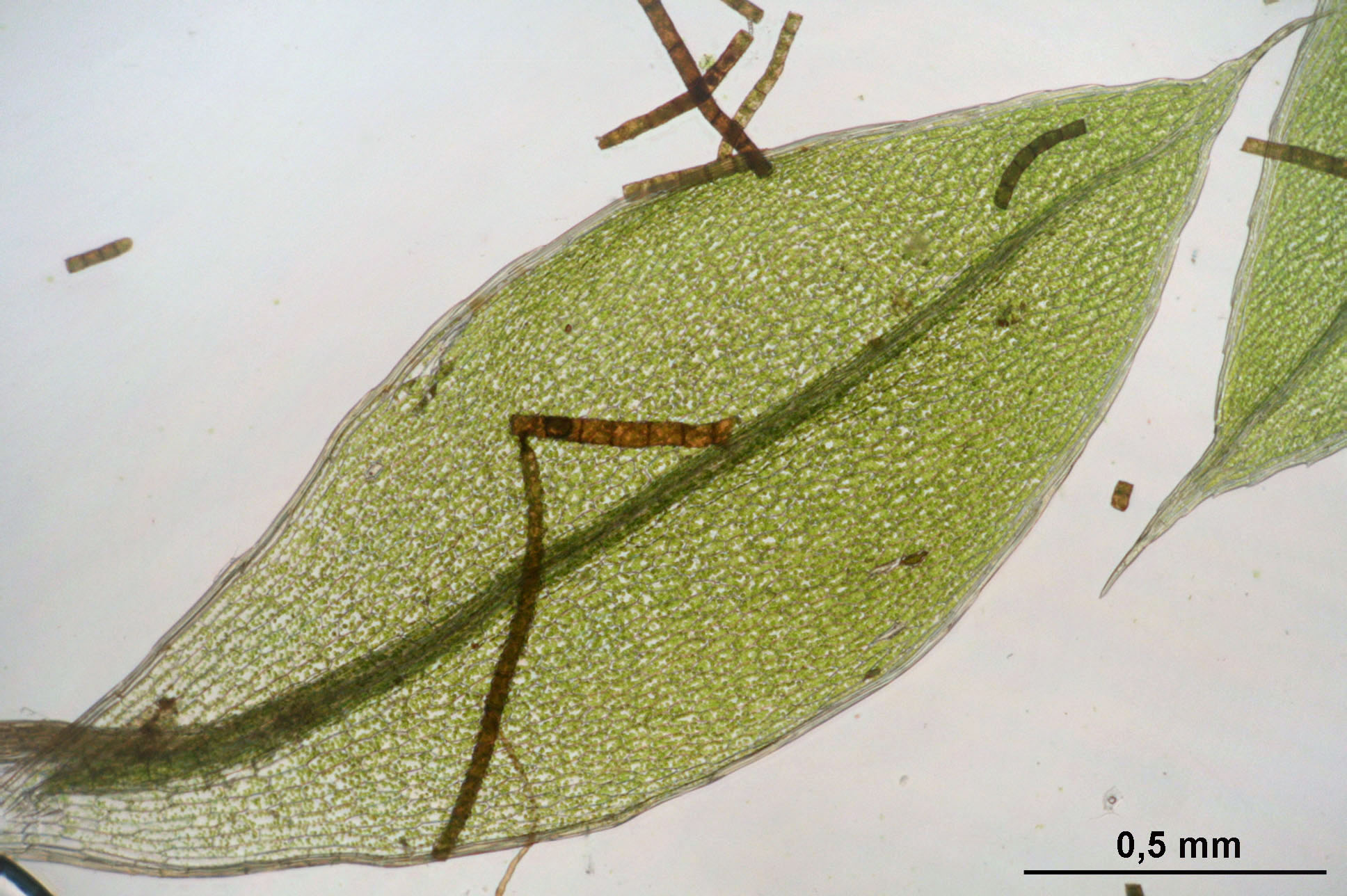